# Nørrebro

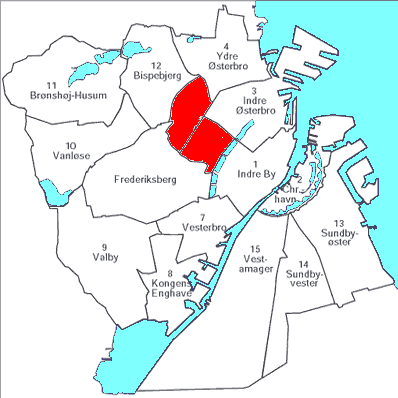
Plattegrond van Kopenhagen; in rood Nørrebro

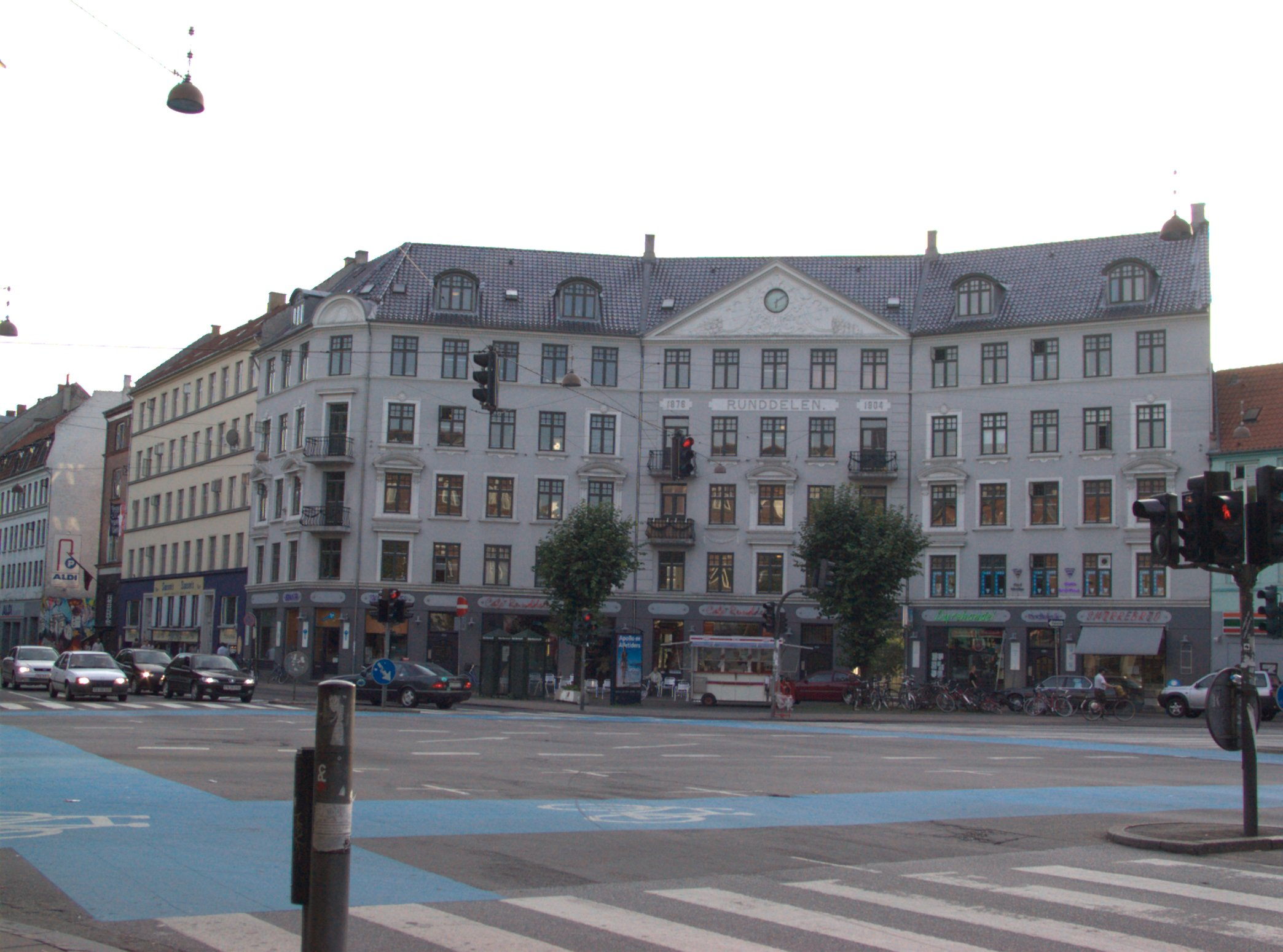
Nørrebros runddel

Nørrebro is een deel van de Deense hoofdstad Kopenhagen. Het is een van de zogenaamde brokvarterer van de stad. Nørrebro bestaat bestuurlijk gezien uit twee delen: Indre Nørrebro (Nørrebro-Binnen) en Ydre Nørrebro (Nørrebro-Buiten). De oppervlakte bedraagt 2,9 km² en de wijk telt circa 72.000 inwoners. Nørrebro is een multiculturele wijk, met Arabische, Iraanse en Pakistaanse minderheden.
De wijk grenst aan Bispebjerg, Østerbro (Indre Østerbro en Ydre Østerbro), Frederiksberg en het centrum, hoewel van die laatste wijk gescheiden door Søerne (de meren). Dwars door Nørrebro loopt de 2,5 kilometer lange verkeersader Nørrebrogade. Langs de Elmegade zijn vele kleine winkels, cafés en restaurants gevestigd. Het nachtleven is geconcentreerd rond het Sankt Hans Torv (plein). In de wijk ligt het kerkhof Assistens Kirkegård, waar veel bekende Denen zijn begraven, onder wie Hans Christian Andersen, Søren Kierkegaard en Niels Bohr.
In de 18e eeuw leefden in Nørrebro vooral ambachtslieden en arbeiders, maar geleidelijk kwamen er ook burgers en ambtenaren wonen. Vanaf 1852 begon een sterke groei. In 1857 telde de wijk 10.000 inwoners, in 1880 waren dat er al 52.000 en in 1901 woonden er 105.000 mensen. Rond 1970 begon men de wijk te saneren. Wegens de dreigende afbraak van woningen kwam het tot ernstige ongeregeldheden. Sinds het begin van de jaren tachtig staat Nørrebro bekend om de rellen die er regelmatig uitbreken.
Sinds 2017 is er regelmatig onrust vanwege strijd tussen bendes

## Ongeregeldheden
Nørrebro kwam in het nieuws door de ongeregeldheden van 18 mei 1993 na een referendum waarbij een meerderheid van de Denen vóór het voor Denemarken op een aantal punten aangepaste Verdrag van Maastricht had gestemd. Dit waren de ernstigste ongeregeldheden sinds de Tweede Wereldoorlog. Dertien demonstranten en 92 politiemensen raakten gewond. De politie van Kopenhagen vuurde 118 schoten af.

#### Jagtvej 69
Op 16 december 2006 kwam het opnieuw tot rellen in de wijk. Ditmaal raakte de politie slaags bij een onaangekondigde demonstratie tegen de ontruiming van het kraakpand Ungdomshuset ("Het Jeugdhuis"), dat al sinds 1982 werd gedoogd, maar nu ontruimd moest worden omdat de nieuwe eigenaresse van de sekte Fadrehuset er een gebedshuis wilde plaatsen. Bij de rellen werden ongeveer 300 demonstranten opgepakt.
Op 1 maart 2007 ontruimde de politie Ungdomshuset definitief. Hierbij braken opnieuw ernstige ongeregeldheden uit, die enkele dagen en vooral nachten duurden. Jongeren raakten slaags met de politie. Ook in de wijk Christianshavn was het onrustig. Op 5 maart werd begonnen met de sloop van het pand. Nadat dit werk de volgende dag was voltooid, kreeg de lege plek de bijnaam Ground 69, verwijzend naar Ground Zero in New York en het adres van Ungdomshuset, Jagtvej 69. Op 1 september 2007, precies zes maanden na de ontruiming, braken opnieuw rellen uit. De eigenaresse keerde de plannen de rug toe en verkocht de grond opnieuw.

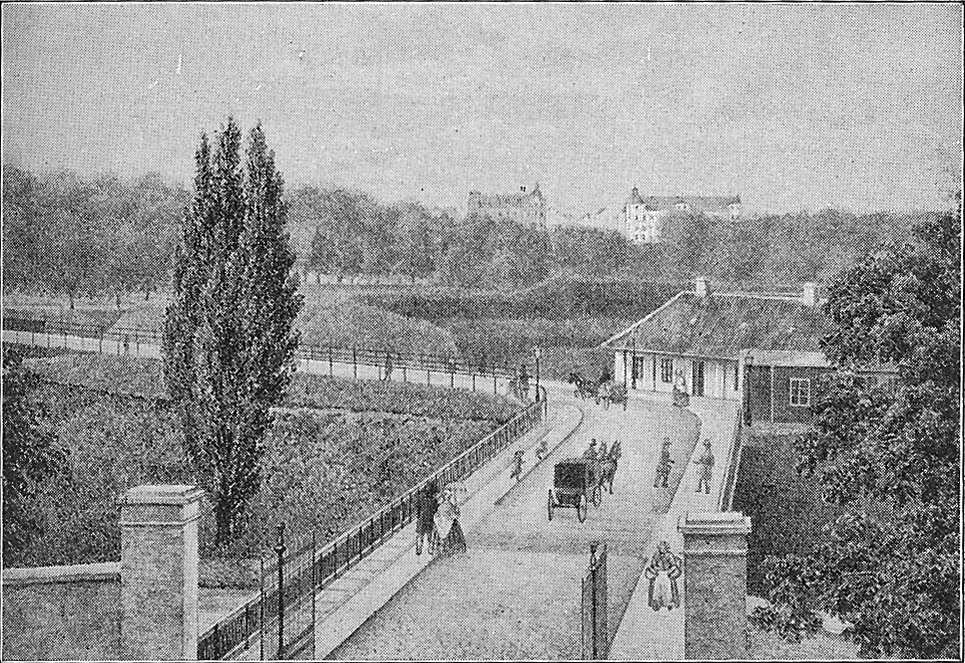
Uitzicht over Nørrebro voor 1855
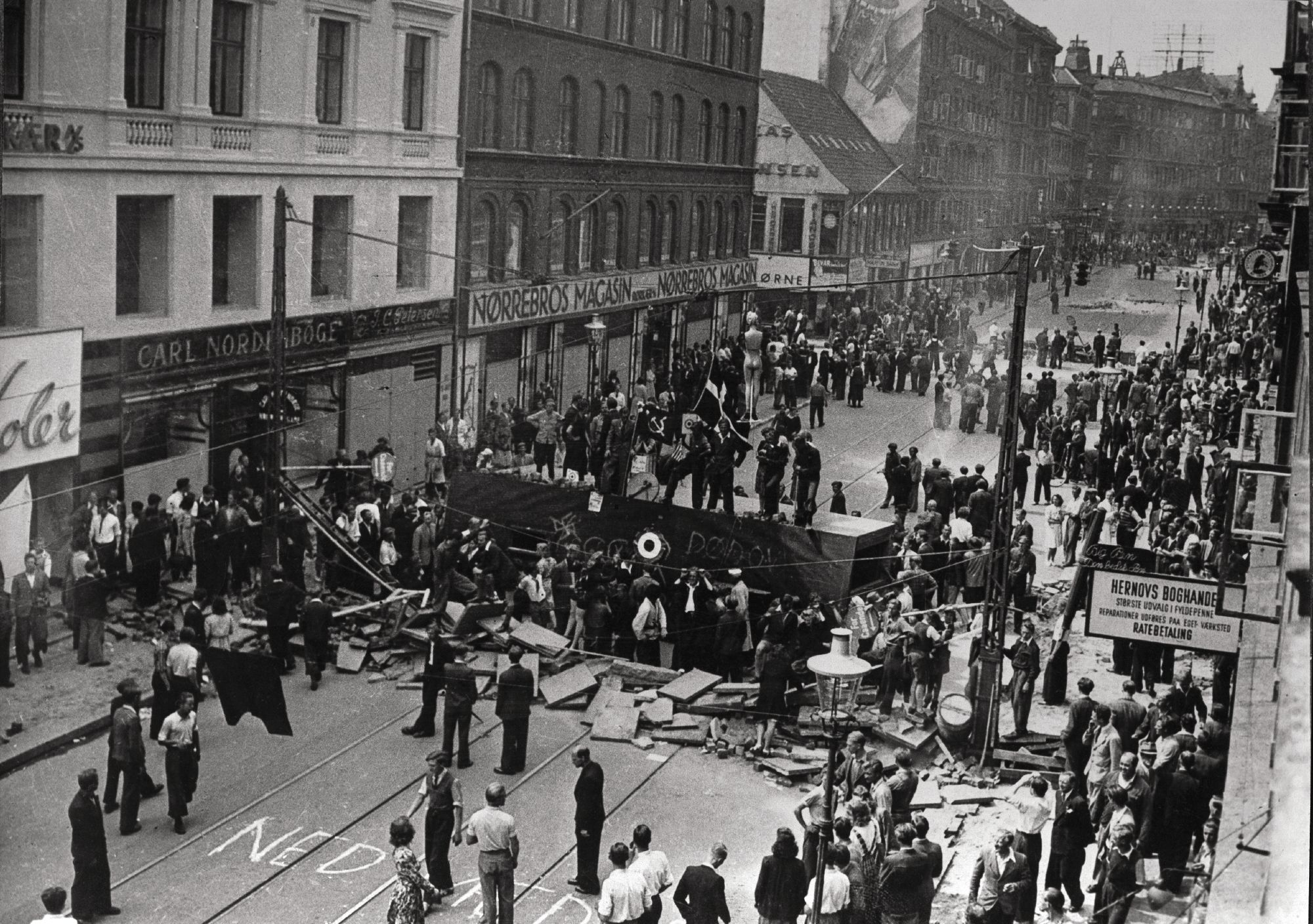
rellen bij de staking van 1944
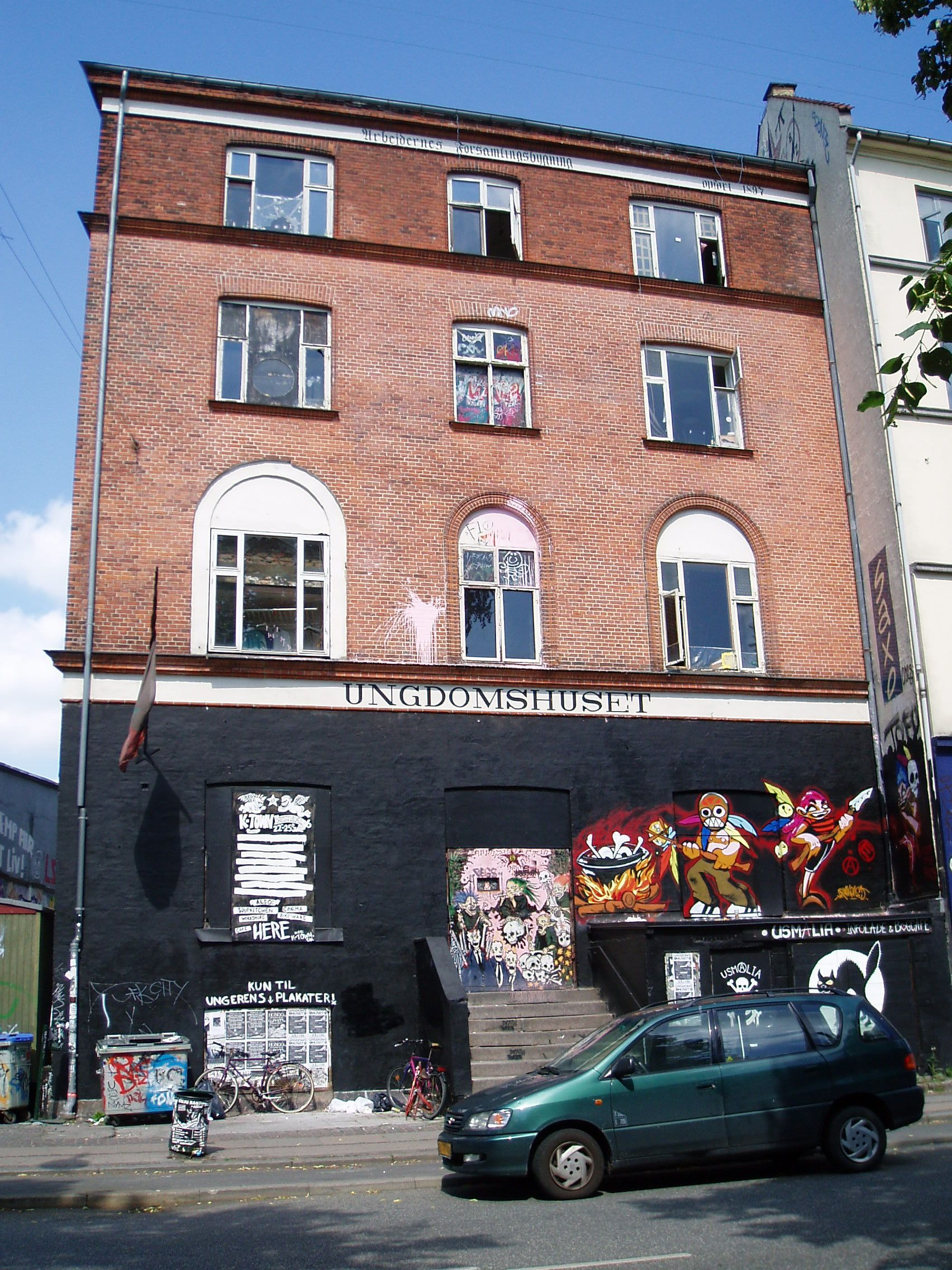
Ungdomhuset "Jagtvej 69"
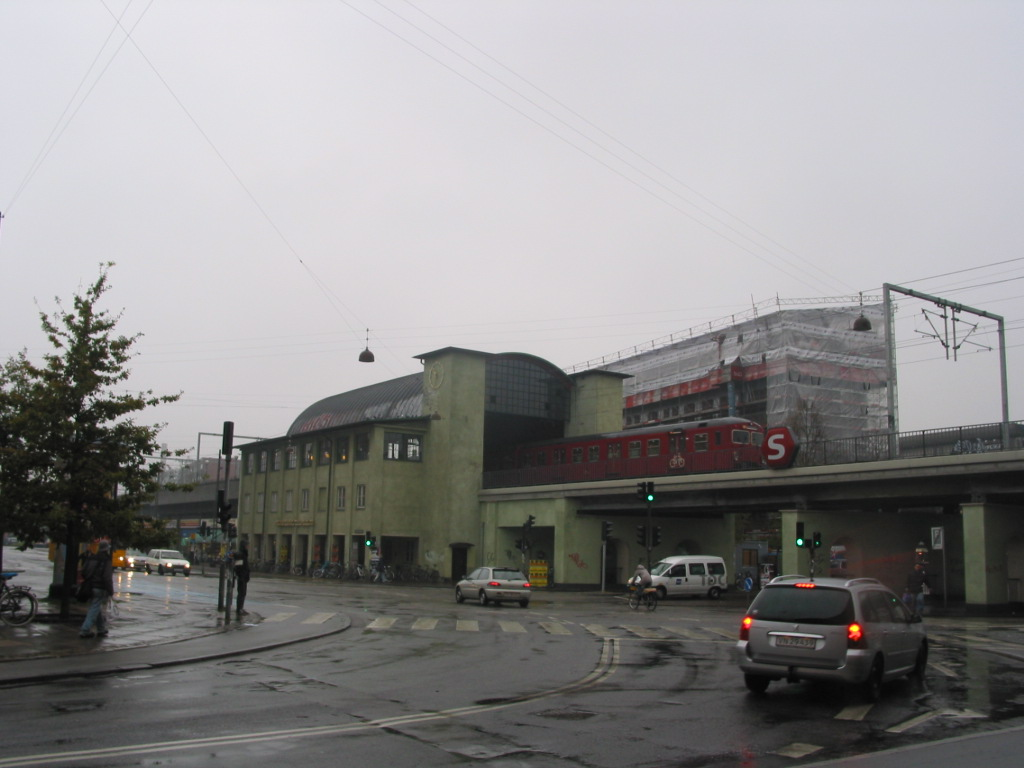
Het Nørrebro Station